# Campeonato Mundial de Xadrez de 1969
O match pelo Campeonato Mundial de Xadrez de 1969 foi disputado entre o campeão Tigran Petrosian e o novamente desafiante Boris Spassky. A disputa foi realizada entre 14 de abril e 17 de junho em Moscou nem um match de 24 partidas no qual Spassky sagrou-se o décimo campeão mundial.

## Torneio Interzonal
O Torneio Interzonal foi jogado na cidade de Susa, na Tunísia, entre outubro e novembro de 1967.
| N° | Jogador               | 1 | 2 | 3 | 4 | 5 | 6 | 7 | 8 | 9 | 10 | 11 | 12 | 13 | 14 | 15 | 16 | 17 | 18 | 19 | 20 | 21 | 22 | Total |
| -- | --------------------- | - | - | - | - | - | - | - | - | - | -- | -- | -- | -- | -- | -- | -- | -- | -- | -- | -- | -- | -- | ----- |
| 1  | Bent Larsen           | - | ½ | ½ | 0 | 0 | 1 | 1 | 1 | 1 | ½  | 1  | 1  | 1  | ½  | 0  | 1  | ½  | 1  | 1  | 1  | 1  | 1  | 15½   |
| 2  | Efim Geller           | ½ | - | ½ | ½ | ½ | 0 | 1 | ½ | 1 | ½  | ½  | 1  | ½  | ½  | 1  | ½  | ½  | 1  | 1  | ½  | 1  | 1  | 14    |
| 3  | Svetozar Gligorić     | ½ | ½ | - | ½ | ½ | ½ | ½ | 1 | ½ | ½  | ½  | ½  | ½  | 1  | 1  | ½  | ½  | ½  | 1  | 1  | 1  | 1  | 14    |
| 4  | Viktor Korchnoi       | 1 | ½ | ½ | - | 1 | ½ | ½ | ½ | 0 | ½  | 0  | 0  | ½  | 1  | 1  | 1  | 1  | 1  | 1  | 1  | ½  | 1  | 14    |
| 5  | Lajos Portisch        | 1 | ½ | ½ | 0 | - | ½ | ½ | 1 | 0 | ½  | ½  | ½  | ½  | 1  | 1  | ½  | 1  | ½  | 1  | ½  | 1  | 1  | 13½   |
| 6  | Samuel Reshevsky      | 0 | 1 | ½ | ½ | ½ | - | ½ | ½ | 1 | ½  | ½  | 1  | ½  | ½  | ½  | ½  | 1  | 1  | 1  | 0  | 1  | ½  | 13    |
| 7  | Vlastimil Hort        | 0 | 0 | ½ | ½ | ½ | ½ | - | 1 | ½ | ½  | 1  | ½  | ½  | ½  | ½  | ½  | ½  | 1  | 1  | 1  | 1  | 1  | 13    |
| 8  | Leonid Stein          | 0 | ½ | 0 | ½ | 0 | ½ | 0 | - | ½ | ½  | ½  | 1  | 1  | ½  | 1  | 1  | 1  | 1  | 1  | 1  | 1  | ½  | 13    |
| 9  | Milan Matulović       | 0 | 0 | ½ | 1 | 1 | 0 | ½ | ½ | - | 0  | 1  | 1  | ½  | 1  | 0  | ½  | ½  | 1  | ½  | 1  | 1  | 1  | 12½   |
| 10 | Aleksandar Matanović  | ½ | ½ | ½ | ½ | ½ | ½ | ½ | ½ | 1 | -  | ½  | 1  | ½  | ½  | ½  | ½  | 1  | ½  | 1  | 0  | ½  | ½  | 12    |
| 11 | Borislav Ivkov        | 0 | ½ | ½ | 1 | ½ | ½ | 0 | ½ | 0 | ½  | -  | 0  | ½  | ½  | 1  | ½  | 1  | ½  | 0  | 1  | 1  | 1  | 11    |
| 12 | Henrique Mecking      | 0 | 0 | ½ | 1 | ½ | 0 | ½ | 0 | 0 | 0  | 1  | -  | 1  | 1  | 1  | ½  | ½  | ½  | ½  | 1  | 1  | ½  | 11    |
| 13 | Aivars Gisplis        | 0 | ½ | ½ | ½ | ½ | ½ | ½ | 0 | ½ | ½  | ½  | 0  | -  | ½  | 0  | 1  | ½  | 0  | ½  | 1  | 1  | 1  | 10    |
| 14 | Lubomir Kavalek       | ½ | ½ | 0 | 0 | 0 | ½ | ½ | ½ | 0 | ½  | ½  | 0  | ½  | -  | ½  | 1  | ½  | 1  | 1  | 0  | 1  | 1  | 10    |
| 15 | Duncan Suttles        | 1 | 0 | 0 | 0 | 0 | ½ | ½ | 0 | 1 | ½  | 0  | 0  | 1  | ½  | -  | ½  | 1  | 0  | 1  | ½  | ½  | 1  | 9½    |
| 16 | István Bilek          | 0 | ½ | ½ | 0 | ½ | ½ | ½ | 0 | ½ | ½  | ½  | ½  | 0  | 0  | ½  | -  | ½  | ½  | 0  | 1  | 1  | 1  | 9     |
| 17 | László Barczay        | ½ | ½ | ½ | 0 | 0 | 0 | ½ | 0 | ½ | 0  | 0  | ½  | ½  | ½  | 0  | ½  | -  | ½  | ½  | 1  | ½  | 1  | 8     |
| 18 | Robert Byrne          | 0 | 0 | ½ | 0 | ½ | 0 | 0 | 0 | 0 | ½  | ½  | ½  | 1  | 0  | 1  | ½  | ½  | -  | ½  | 1  | ½  | 0  | 7½    |
| 19 | Lhamsuren Miagmasuren | 0 | 0 | 0 | 0 | 0 | 0 | 0 | 0 | ½ | 0  | 1  | ½  | ½  | 0  | 0  | 1  | ½  | ½  | -  | 1  | 0  | 1  | 6½    |
| 20 | Miguel Cuéllar        | 0 | ½ | 0 | 0 | ½ | 1 | 0 | 0 | 0 | 1  | 0  | 0  | 0  | 1  | ½  | 0  | 0  | 0  | 0  | -  | 1  | 1  | 6½    |
| 21 | Ortvin Sarapu         | 0 | 0 | 0 | ½ | 0 | 0 | 0 | 0 | 0 | ½  | 0  | 0  | 0  | 0  | ½  | 0  | ½  | ½  | 1  | 0  | -  | ½  | 4     |
| 22 | Slim Bouaziz          | 0 | 0 | 0 | 0 | 0 | ½ | 0 | ½ | 0 | ½  | 0  | ½  | 0  | 0  | 0  | 0  | 0  | 1  | 0  | 0  | ½  | -  | 3½    |
|    | Bobby Fischer         | 0 |   |   | ½ | ½ | 1 | 0 | 1 |   |    |    |    | 0  | ½  |    |    |    | 1  | 1  | 1  | 1  | 1  |       |

Bobby Fischer, que liderava o torneio com sete vitórias e três empates em dez rodadas, abandonou o evento por causa de uma desavença com os organizadores. Como Fischer desistiu antes de ter jogado metade de suas partidas, os seus pontos não foram incluídos nos totais de seus oponentes.

### Desempate
Os jogadores empatados no sexto lugar jogaram um torneio de desempate em 4 voltas.
|   |                  | 1    | 2    | 3    | Total |
| - | ---------------- | ---- | ---- | ---- | ----- |
| 1 | Samuel Reshevsky | -    | ==== | ==== | 4     |
| 2 | Vlastimil Hort   | ==== | -    | =0=1 | 4     |
| 3 | Leonid Stein     | ==== | =1=0 | -    | 4     |

## Torneio de Candidatos
Os seis melhores colocados no Torneio Interzonal, o perdedor do match pelo mundial anterior e o terceiro colocado no Torneio de Candidatos do ciclo anterior jogaram matches de eliminação direta.

### Tabela
|  | Quartas de final                              | Quartas de final  | Quartas de final |                 |                 | Semifinais    | Semifinais | Semifinais |  |  | Final | Final | Final |  |
|  |                                               |                   |                  |                 |                 |               |            |            |  |  |       |       |       |  |
|  | União Soviética                               | Boris Spassky     | 5½               |                 |                 |               |            |            |  |  |       |       |       |  |
|  | União Soviética                               | Boris Spassky     | 5½               |                 |                 |               |            |            |  |  |       |       |       |  |
|  | União Soviética                               | Efim Geller       | 2½               |                 |                 |               |            |            |  |  |       |       |       |  |
|  | União Soviética                               | Efim Geller       | 2½               |                 | União Soviética | Boris Spassky | 5½         |            |  |  |       |       |       |  |
|  |                                               |                   |                  |                 | União Soviética | Boris Spassky | 5½         |            |  |  |       |       |       |  |
|  |                                               |                   | Dinamarca        | Bent Larsen     | 2½              |               |            |            |  |  |       |       |       |  |
|  | Hungria                                       | Lajos Portisch    | Dinamarca        | Bent Larsen     | 2½              | 4½            |            |            |  |  |       |       |       |  |
|  | Hungria                                       | Lajos Portisch    |                  |                 |                 |               |            |            |  |  |       |       |       |  |
|  | Dinamarca                                     | Bent Larsen       | 5½               |                 |                 |               |            |            |  |  |       |       |       |  |
|  | Dinamarca                                     | Bent Larsen       | 5½               |                 | União Soviética | Boris Spassky | 6½         |            |  |  |       |       |       |  |
|  |                                               |                   |                  |                 |                 |               |            |            |  |  |       |       |       |  |
|  |                                               |                   | União Soviética  | Viktor Korchnoi | 3½              |               |            |            |  |  |       |       |       |  |
|  | República Socialista Federativa da Iugoslávia | Svetozar Gligorić | União Soviética  | Viktor Korchnoi | 3½              | 3½            |            |            |  |  |       |       |       |  |
|  | República Socialista Federativa da Iugoslávia | Svetozar Gligorić |                  |                 |                 |               |            |            |  |  |       |       |       |  |
|  | União Soviética                               | Mikhail Tal       | 5½               |                 |                 |               |            |            |  |  |       |       |       |  |
|  | União Soviética                               | Mikhail Tal       | 5½               |                 | Dinamarca       | Mikhail Tal   | 4½         |            |  |  |       |       |       |  |
|  |                                               |                   |                  |                 | Dinamarca       | Mikhail Tal   | 4½         |            |  |  |       |       |       |  |
|  |                                               |                   | União Soviética  | Viktor Korchnoi | 5½              |               |            |            |  |  |       |       |       |  |
|  | Estados Unidos                                | Samuel Reshevsky  | União Soviética  | Viktor Korchnoi | 5½              | 2½            |            |            |  |  |       |       |       |  |
|  | Estados Unidos                                | Samuel Reshevsky  |                  |                 |                 |               |            |            |  |  |       |       |       |  |
|  | União Soviética                               | Viktor Korchnoi   | 5½               |                 |                 |               |            |            |  |  |       |       |       |  |

### Matches

#### Quartas de Final
As quartas de final foram jogadas em uma melhor de 10 partidas.
 Sucumi, União Soviética, 1º a de 20 de junho de 1968
| Jogador       | 1 | 2 | 3 | 4 | 5 | 6 | 7 | 8 | Total |
| ------------- | - | - | - | - | - | - | - | - | ----- |
| Boris Spassky | ½ | 1 | ½ | 1 | ½ | 1 | ½ | ½ | 5½    |
| Efim Geller   | ½ | 0 | ½ | 0 | ½ | 0 | ½ | ½ | 2½    |

 Poreč, Iugóslavia, 5 a 24 de maio de 1968
| Jogador        | 1 | 2 | 3 | 4 | 5 | 6 | 7 | 8 | 9 | 10 | Total |
| -------------- | - | - | - | - | - | - | - | - | - | -- | ----- |
| Lajos Portisch | ½ | 0 | 0 | 1 | ½ | ½ | 1 | ½ | ½ | 0  | 4½    |
| Bent Larsen    | ½ | 1 | 1 | 0 | ½ | ½ | 0 | ½ | ½ | 1  | 5½    |

 Ámsterdam, Países Baixos,  7 a 20 de maio de 1968
| Jogador           | 1 | 2 | 3 | 4 | 5 | 6 | 7 | 8 | 9 | Total |
| ----------------- | - | - | - | - | - | - | - | - | - | ----- |
| Svetozar Gligorić | 1 | ½ | ½ | ½ | ½ | 0 | 0 | ½ | 0 | 3½    |
| Mikhaíl Tal       | 0 | ½ | ½ | ½ | ½ | 1 | 1 | ½ | 1 | 5½    |

 Belgrado, Iugóslavia,  20 de abril a 15 de maio de 1968
| Jogador          | 1 | 2 | 3 | 4 | 5 | 6 | 7 | 8 | Total |
| ---------------- | - | - | - | - | - | - | - | - | ----- |
| Samuel Reshevsky | ½ | 0 | ½ | 0 | ½ | 0 | ½ | ½ | 2½    |
| Víktor Korchnoi  | ½ | 1 | ½ | 1 | ½ | 1 | ½ | ½ | 5½    |

#### Semifinais
As semifinais foram jogadas em uma melhor de 10 partidas.
 Malmö, Suécia, 5 a 20 de julho de 1968
| Jogador       | 1 | 2 | 3 | 4 | 5 | 6 | 7 | 8 | Total |
| ------------- | - | - | - | - | - | - | - | - | ----- |
| Boris Spassky | 1 | 1 | 1 | ½ | 0 | ½ | 1 | ½ | 5½    |
| Bent Larsen   | 0 | 0 | 0 | ½ | 1 | ½ | 0 | ½ | 2½    |

 Moscou,União Soviética, 26 de junho a 15 de julho de 1968
| Jogador         | 1 | 2 | 3 | 4 | 5 | 6 | 7 | 8 | 9 | 10 | Total |
| --------------- | - | - | - | - | - | - | - | - | - | -- | ----- |
| Mikhail Tal     | ½ | ½ | ½ | ½ | 0 | 0 | 1 | ½ | ½ | ½  | 4½    |
| Víktor Korchnoi | ½ | ½ | ½ | ½ | 1 | 1 | 0 | ½ | ½ | ½  | 5½    |

#### Final
O match final do Torneio de Candidatos foi jogado em uma melhor de 12 partidas.
 Kiev, União Soviética, 6 a 26 de setembro de 1968
| Jogador         | 1 | 2 | 3 | 4 | 5 | 6 | 7 | 8 | 9 | 10 | Total |
| --------------- | - | - | - | - | - | - | - | - | - | -- | ----- |
| Boris Spassky   | ½ | 1 | ½ | 1 | ½ | 0 | 1 | 1 | ½ | ½  | 6½    |
| Viktor Korchnoi | ½ | 0 | ½ | 0 | ½ | 1 | 0 | 0 | ½ | ½  | 3½    |

#### Terceiro lugar
Os perdedores nas semifinais jogaram um match, em uma melhor de 8 partidas, para definir o terceiro colocado, que garantia uma vaga no Torneio Interzonal do próximo ciclo mundial.
 Eersel, Países Baixos, 12 de março a 22 de março de 1969
| Jogador     | 1 | 2 | 3 | 4 | 5 | 6 | 7 | 8 | Total |
| ----------- | - | - | - | - | - | - | - | - | ----- |
| Bent Larsen | ½ | ½ | 1 | 1 | 0 | 1 | ½ | 1 | 5½    |
| Mikhail Tal | ½ | ½ | 0 | 0 | 1 | 0 | ½ | 0 | 2½    |

## Matchpelo título

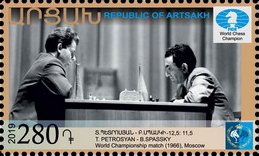
Selo comemorativo.

O match pelo campeonato mundial de xadrez de 1969 foi jogado em uma melhor de 24 partidas. O primeiro jogador que chegasse aos 12½ pontos ou mais seria o vencedor. Se houvesse um empate por 12 a 12, Petrosian manteria com o título.
 Moscou, União Soviética, 14 de abril a 17 de junho de 1969
| Jogador          | 1 | 2 | 3 | 4 | 5 | 6 | 7 | 8 | 9 | 10 | 11 | 12 | 13 | 14 | 15 | 16 | 17 | 18 | 19 | 20 | 21 | 22 | 23 | Total |
| ---------------- | - | - | - | - | - | - | - | - | - | -- | -- | -- | -- | -- | -- | -- | -- | -- | -- | -- | -- | -- | -- | ----- |
| Tigran Petrosian | 1 | ½ | ½ | 0 | 0 | ½ | ½ | 0 | ½ | 1  | 1  | ½  | ½  | ½  | ½  | ½  | 0  | ½  | 0  | 1  | 0  | ½  | ½  | 10½   |
| Boris Spassky    | 0 | ½ | ½ | 1 | 1 | ½ | ½ | 1 | ½ | 0  | 0  | ½  | ½  | ½  | ½  | ½  | 1  | ½  | 1  | 0  | 1  | ½  | ½  | 12½   |